# Luke Benward
Luke Aaron Benward (Franklin (Tennessee), 12 mei 1995) is een Amerikaanse acteur.

## Biografie
Luke Benward werd geboren op 12 mei 1995 in Franklin, Tennessee. Hij is de zoon van actrice Kenda Wilkerson en muzikant Aaron Benward. Zijn grootvader, Jeoffrey Benward, is ook muzikant. Hij heeft twee zussen, Ella en Gracie Benward.  Van 2013 tot 2014 speelde hij de rol van Dillon in de televisieserie Ravenswood, de spin-off van Pretty Little Liars.
Van 2012 tot augustus 2014 had hij een relatie met actrice en zangeres Olivia Holt, maar ze gingen uit elkaar. Ze hadden elkaar ontmoet op de set van Girl vs. Monster. In oktober 2020 formaliseert actrice Ariel Winter hun relatie via Instagram.